# Zu den heiligen drei Jungfrauen (Lauperath)

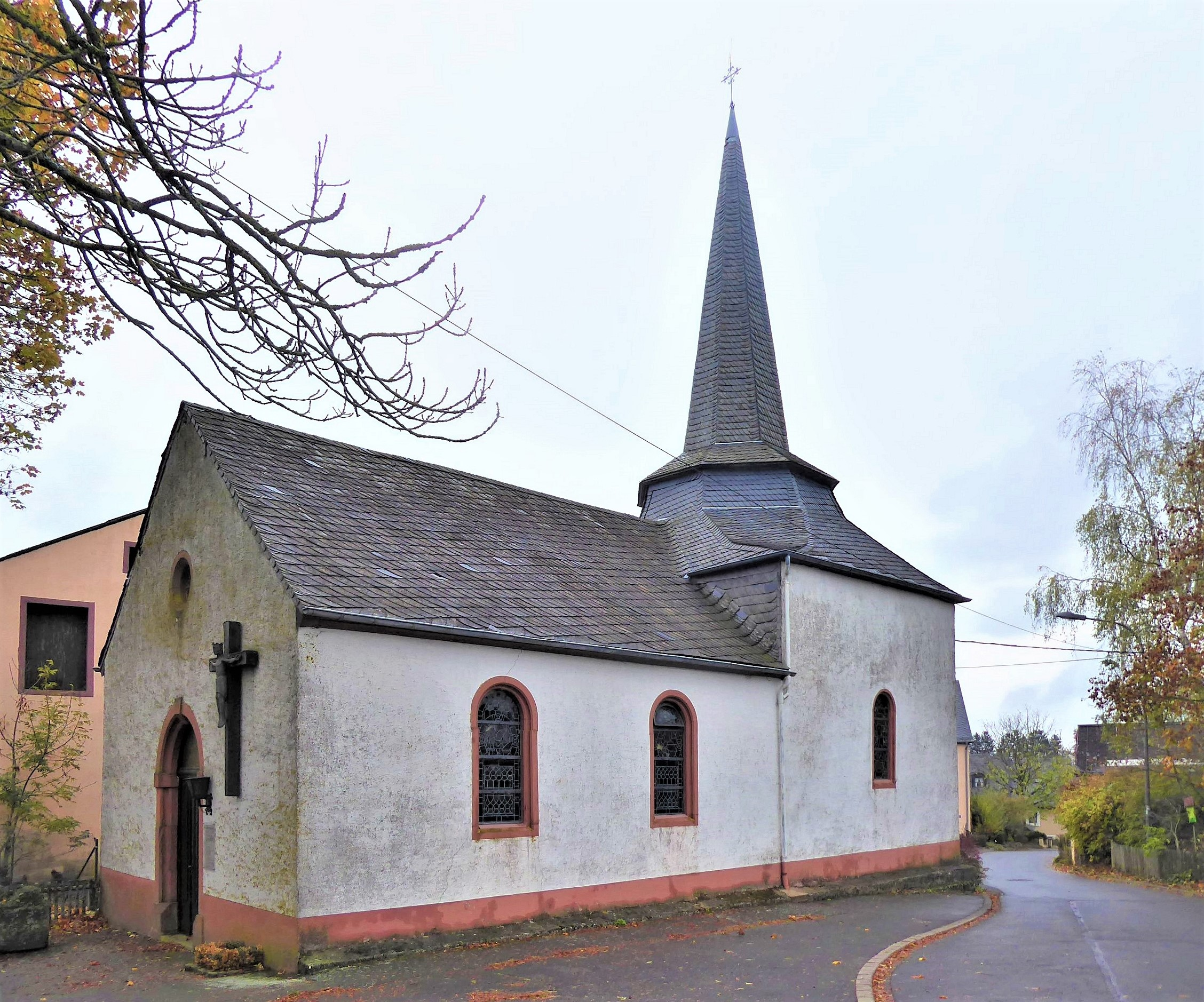
Zu den heiligen drei Jungfrauen

Die römisch-katholische Filialkirche zu den heiligen drei Jungfrauen ist ein Kirchengebäude in der Ortsgemeinde Lauperath im Eifelkreis Bitburg-Prüm in Rheinland-Pfalz.

## Geschichte
Die den heiligen drei Jungfrauen Fides, Spes und Caritas geweihte Filialkirche gehört zu einer Gruppe von drei mittelalterlichen Chorturmkirchen, die in benachbarten Ortschaften errichten wurden. Die anderen Gotteshäuser sind St. Valentin in Krautscheid sowie St. Lucia in Hölzchen.
Der massive Chorturm entstand vermutlich um 1450. Der Chorraum zeigt seinen spätgotischen Ursprung an den Säulen mit Ackteckkapitellen und Basen. Das rippenlose Kreuzgewölbe entstand möglicherweise im Jahr 1710. Das Langhaus wurde als Saalbau im frühen 18. Jahrhundert neu errichtet. Der Chorturm ist einsturzgefährdet (Stand 2018) und die Kirche gesperrt.